# Despicături labiale și palatine

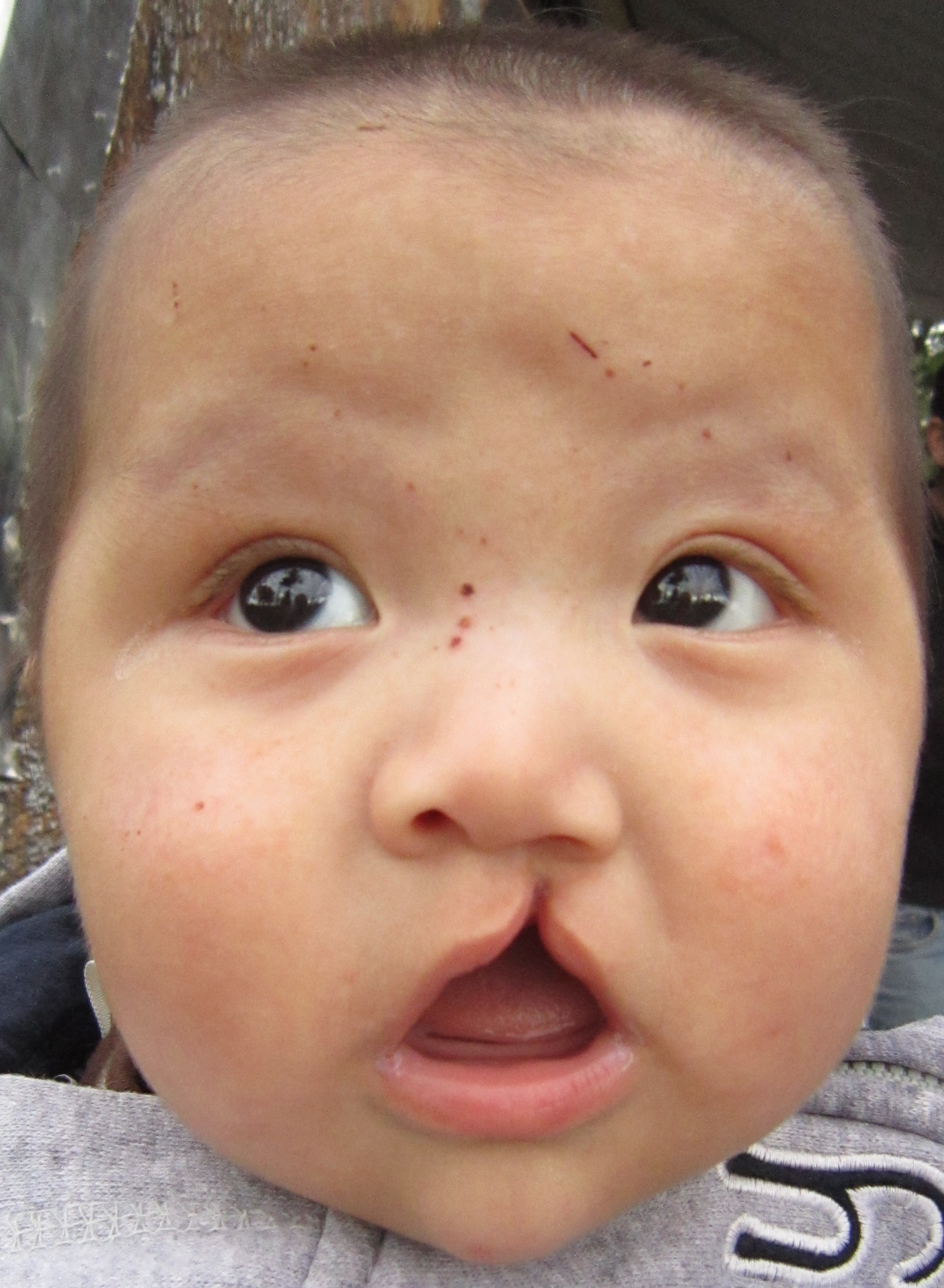
Despicătură labială stângă

Despicăturile (sau fantele) labiale și palatine sunt malformații congenitale ale feței caracterizate prin absența de substanță la nivelul buzei superioare și/sau palatului bucal (cerului gurii) determinată de lipsa fuziunii mugurilor labiali și/sau palatini în cursul dezvoltării embrionare. Despicăturile labiale și palatine sunt malformații congenitale frecvente (aproximativ 1/700 nou născuți) ce pot fi tratate chirurgical după naștere, în primii ani de viață.

## Clasificare
Despicătura sau fanta labială (în limbaj medical cheiloschizis, din limba greacă keilon - buza și schizis - separare) este o malformație congenitală a feței caracterizată prin absența de substanță numai la nivelul buzei superioare. În limbajul popular fanta labială este numită „buză de iepure”. Aceste defecte reprezintă cele mai întâlnite malformații congenitale faciale. Despicătura labială simplă interesează doar buza, spre deosebire de despicătura labială completă ce afectează și arcul alveolar maxilar.

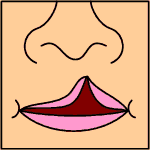
Fantă labială unilaterală parțială
Fantă labială unilaterală completă
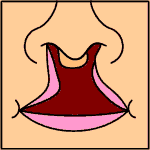
Fantă labială bilaterală completă

Uneori despicătura labială se poate asocia cu despicătura (fanta) palatină, malformație numită cheilognatopalatoschizis și cunoscută în limbajul popular sub numele de „gură de lup”. În cazul acestei malformații, mai grave decât despicătura labială, despicatura interesează și structurile osoase (arcul alveolar maxilar, palatul bucal) astfel încât cavitatea bucală poate comunica cu cavitatea nazală și împiedica suptul la sugar.

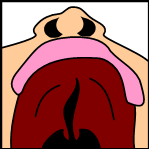
Fantă palatină unilaterală parțială
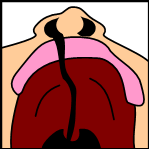
Fantă palatină unilaterală completă
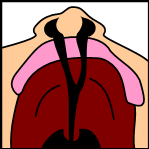
Fantă labio-palatină bilaterală completă

În unele cazuri, despicătura palatină (palatoschizis) poate fi izolată, fără despicătură labială, interesând, în forma completă, atât palatul dur (partea anterioară, osoasă a cerului gurii) cât și palatul moale (partea posterioară a cerului gurii). Formele incomplete interesează numai o parte a palatului bucal: partea anterioară, osoasă, sau numai cea posterioară, palatul moale, această forma fiind denumită despicatură palatină simplă. O formă incompletă de despicătură palatină este și despicătura submucoasă în care lipsa fuziunii interesează doar procesele maxilare (oasele cerului gurii) fără a afecta mucoasa bucală. Astfel, în acest caz, nu există comunicare directă între cavitățile bucală și nazală.
Despicăturile labiale și palatine pot fi unilaterale, situația cea mai frecventă, sau bilaterale.

## Epidemiologie
Incidența acestui tip de malformații este variabilă în funcție de tip și de populația studiată. Incidența despicăturii labiale, asociate sau nu cu cea palatină, variază între 1 la 700 și 1 la 1.000 de nou-născuți, malformația fiind mai frecventă în populațiile asiatice și mai puțin întâlnită la afro-americani.
Despicătura labială este cel mai adesea izolată și doar în aproximativ 37% din cazuri asociată cu alte malformații. În 80% din cazuri despicătura labială este unilaterală, mai frecventă pe partea stângă, și doar în 20% este bilaterală. Este mai frecventă la băieți (60-70 la sută din pacienți sunt băieți), la aceștia gravitatea putând fi, de asemenea, mai importantă, cu afectarea arcadei dentare sau a palatului dur.
Despicătura palatină are o incidență de aproximativ 4 la 10.000 de nou-născuți. Frecvența malformațiilor asociate este mai importantă decât în cazul despicăturii labiale.

## Embriologie

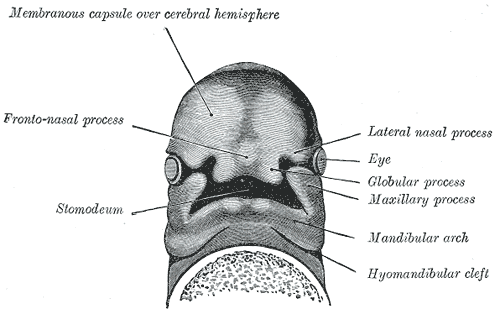
Aspectul regiunii faciale la 29 de zile de viață intrauterină (mugurele fronto-nazal - fronto-nasal process - este divizat în mugurele globular - globullar process - și mugurele nazal lateral - lateral nasal process -; mugurele maxilar - maxillary process-; arcul mandibular - mandibulary arch - rezultat din fuziunea mugurilor mandibulari; stomodeum, gura primitivă)

Regiunea feței derivă, în cursul dezvoltării embrionare între săptămânile 4-12 de viață intrauterină, din cinci muguri:
- mugurele fronto-nazal situat cranial (superior);
- doi muguri maxilari, drept și stâng, situați lateral;
- doi muguri mandibulari, drept și stâng, situați lateral.

Mugurii mandibulari și maxilari sunt derivați din primul arc branhial care, în cursul dezvoltării embrionare, va forma:
- structuri osoase: maxilarul superior, mandibula, palatul bucal dur, oasele urechii interne (ciocănașul și nicovala), o parte din osul sfenoid și temporal;
- structuri musculare printre care: mușchii masticatori (temporal, maseter, pterigoizi), mușchiul tensor al palatului moale și mușchiul tensor al timpanului.

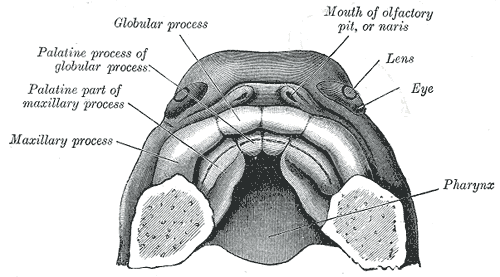
Aspectul palatului bucal la un embrion de aproximativ 2 luni și jumătate demonstrând modul de formare al palatului.

Coalescența mugurilor începe anterior, la 8 săptămâni de viață intrauterină fuzionând mugurii globular (derivat din mugurele fronto-nazal) și maxilar. Defectele de fuziune în această regiune determină despicăturile labiale care sunt situate paramedial. Fuziunea proceselor palatine, derivate din mugurii maxilari, cu formarea palatului dur, se realizează în săptămâna a 10-a, în timp ce formarea palatului moale este realizată în săptămâna a 11-a. Defectele de fuziune ale proceselor palatine determină apariția despicăturilor palatine care au o au o dispoziție mediană.
Factorii care perturbă dezvoltarea acestei regiuni pot determina apariția de despicături labiale și/sau palatine care se pot asocia, în unele cazuri, cu anomalii ale altor structuri derivate din primul arc branhial și care pot determina surditate (anomaliile ciocănașului și nicovalei sau ale mușchiului tensor al timpanului) sau defecte de fonație (anomaliile structurale ale vălului palatin moale sau ale mușchiul tensor al palatului moale).

## Etiologie
Cauzele care determină despicăturile labiale și palatine sunt încă insuficient cunoscute. Aceste malformații sunt catalogate în trei categorii:
- despicături labiale și palatine izolate
- despicături labiale și palatine familiale
- despicături labiale și palatine sindromice

Despicăturile labiale și palatine izolate (cazuri sporadice sau familiale în care un mod de transmitere genetică nu este clar identificat) au un determinism polifactorial, rezultând din interacțiunea factorilor genetici cu cei de mediu. Ponderea factorilor genetici crește în cazul prezenței mai multor persoane afectate în aceeași familie sau în cazul formelor asociind despicăturile labiale și palatine.
Despicăturile labiale și palatine familiale sunt situațiile în care un mod de transmitere ereditară (cel mai adesea autozomal dominantă) este evidențiat în familie. În unele din aceste familii mutații ale unor gene sunt suspectate ca, de exemplu, mutațiile genei MSX1, identificate la aproximativ 2% din pacienții cu despicături labiale asociind sau nu anomalii dentare cu transmitere autozomal dominantă, sau ale genei TBX22, cu transmitere legată de X.
Despicăturile labiale și palatine sindromice sunt situațiile în care despicăturile sunt un simptom în cadrul unui sindrom polimalformativ, de cauză cunoscută sau nu. Despicăturile labio-palatine sunt mai mult sau mai putin frecvente în:
- sindromul Van der Woude,
- sindromul Stickler,
- sindromul Opitz,
- sindromul Treacher-Collins,
- sindromul microdeletiei 22q11.2,
- sindromul Smith-Lemli-Opitz
- secvența Pierre-Robin.

însă pot fi întâlnite și în alte sindroame.

## Genetică
Riscul de recurență este variabil, în funcție de etiologie:
- 50% în cazul despicăturile labiale și palatine familiale cu transmitere autozomal dominantă;
- între 2 - 10% în formele izolate, în funcție de numărul de persoane afectate în familie, de gradul de rudenie și de gravitatea malformației.

## Tratament
Aceste malformații beneficiază de un tratament chirurgical, obținându-se rezultate remarcabile dacă se urmărește intervenția la timp pentru următoarele componente (în funcție de contextul clinic):
- între 0 - 6 luni se realizează intervenția pentru buze, gingie și palat prin TEHNICA MASSEI
- între 0 - 2 ani se realizează intervenția pentru buze, palat prin altă tehnică decât MASSEI
- între 6 luni - 1 an timpanoplastie (se urmărește cu atenție evoluția în sfera ORL);
- între 3 - 6/7 ani intervenția/terapia logopedică și, dacă este cazul, faringoplastie (fiecare caz este unic !);
- între 9 - 11 ani - intervenții speciale pentru reconstrucții;
- între 7 - 18 ani - ortodonție (radiografiile dentare pot fi făcute încă de la dinții de lapte)
- între 15 - 18 operații estetice.

## Spitale din Uniunea Europeană
- Alessandro Massei (Intemeietor al Tehnicii Massei), Țara: Italia, Oraș: Lucca, Clinica: Santa Zitta (privat)

- Gian Luca Gatti (Utilizator Tehnicii Massei), Țara: Italia, Oraș: Pisa, Clinica: Clinica Vista Vision (privat), Addenda Ospedaliero Universitaria Pisana (de stat)

- Alessandro Giacomina (Utilizator al Tehnicii Massei), Țara: Italia, Oras: Lucca, Clinica: Studio Martini (privat), Addenda Ospedaliero Universitaria Pisana (de stat)

- Arnulf Baumann, Țara: Austria, Oraș: Viena, Clinica: AKH

### Spitale din Romania =
- Eduard Paraschivescu Timișoara
- Radu Spataru, Bucuresti, Spitalul Budimex (Marie Curie)

- Marcel Albean, Brasov,(Spitalul de Copii)

- Florin Urtila, Timisoara, (Clinica Privata)

- Mircea Enescu, Bucuresti, (Spitalul Grigore Alexandrescu)

- Baciut Mihaela, Cluj, (Clinica de Chirurgie Buco-Maxilo-Faciala 2)

- Sidonia Susanu, Iasi

- Alin Stoica, Craiova
- Petecariu Alexandru Galati